# USS Enterprise (NCC-1701-C)
A USS Enterprise (NCC-1701-C) é uma nave ficcional que aparece no episódio "Yesterday's Enterprise", de Star Trek: The Next Generation. Esta nave da classe-Ambassator, sob o comando da Capitã Rachel Garrett, é a quinta nave da Federação a carregar o nome Enterprise (segundo a cronologia do universo Star Trek). Um modelo da Enterprise-C aparece na sala de conferência da Enterprise-D, apesar do modelo de filmagem construído para "Yesterday's Enterprise" ser um pouco diferente. Garrett é a única mulher a ser mostrada comandando uma nave Enterprise no cânone de Star Trek.

## Desenho
No começo de The Next Generation, o ilustrador Andrew Probert estava interessado na linhagem das naves estelares Enterprise. Como muitos, Probert supôs que a Enterprise-B era uma nave da classe-Excelsior, e assim ele fundamentou que a Enterprise-C dividiria elementos das naves Excelsior e das naves Galaxy, classe que a Enterprise-D pertence. Ele produziu um pequeno desenho da nave, porém ele saiu da série ao final da primeira temporada, levando consigo o desenho.
Quando Rick Sternbach, que assumiu os deveres de Probert a partir da segunda temporada, soube dos requerimentos da nave para "Yesterday's Enterprise", ele seguiu o mesmo processo de pensamento que Probert. A versão de Probert tinha um casco secundário mais curvo, reminiscente de um veleiro, porém Sternbach fez um casco completamente circular. O modelo custou US$ 10.000 para ser construído.

## História
A USS Enterprise-C foi lançada em 2332 sob o comando de Rachel Garrett.
Em 2344, romulanos atacaram o posto klingon de Nerendra III; a Enterprise respondeu o pedido de socorro. A Enterprise enfrentou quatro Aves de Guerra romulanas. A troca de fogo entre as naves catalizou a formação de um Loop de Kerr,  rompendo o contínuo de espaço tempo. A Enterprise viaja pela fenda temporal criada até a década de 2360, criando uma linha de tempo alternativa onde a história não tem nenhum registro de que a Enterprise desapareceu combatendo romulanos em um posto klingon. Os eventos consequentes da viagem no tempo levaram a uma guerra entre a Federação Unida dos Planetas e o Império Klingon.
Deslocada no tempo, a Enterprise-C encontra a Enterprise-D. A segunda consegue reparar alguns dos danos da primeira e cuidar de seus feridos, 125 sobreviventes. Influenciado pela sensitiva Guinan, o Capitão Jean-Luc Picard da Enterprise-D convence a Capitã Garrett da Enterprise-C a retornar pela fenda, na esperança que o sacrifício de uma nave na defesa de um posto klingon possa impedir a guerra. Garrett é morta em um ataque klingon antes da nave viajar pelo tempo. A tripulação sobrevivente, sob o comando do Tenente Richard Castillo, junto com a Tenente Tasha Yar da linha de tempo alternativa, levam a nave para a fenda, retornando ao passado no exato momento em que ela havia saído. A linha de tempo é restaurada, a Federação e os Klingons não estão em guerra e a EnterpriseC é destruída.
Os romulanos capturam alguns sobreviventes da Enterprise-C. Tasha Yar foi uma das sobreviventes, tendo no futuro gerado um filha de um general romulano, Sela. Yar é executada depois de tentar fugir com Sela.